# Museum of Contemporary Art, Los Angeles

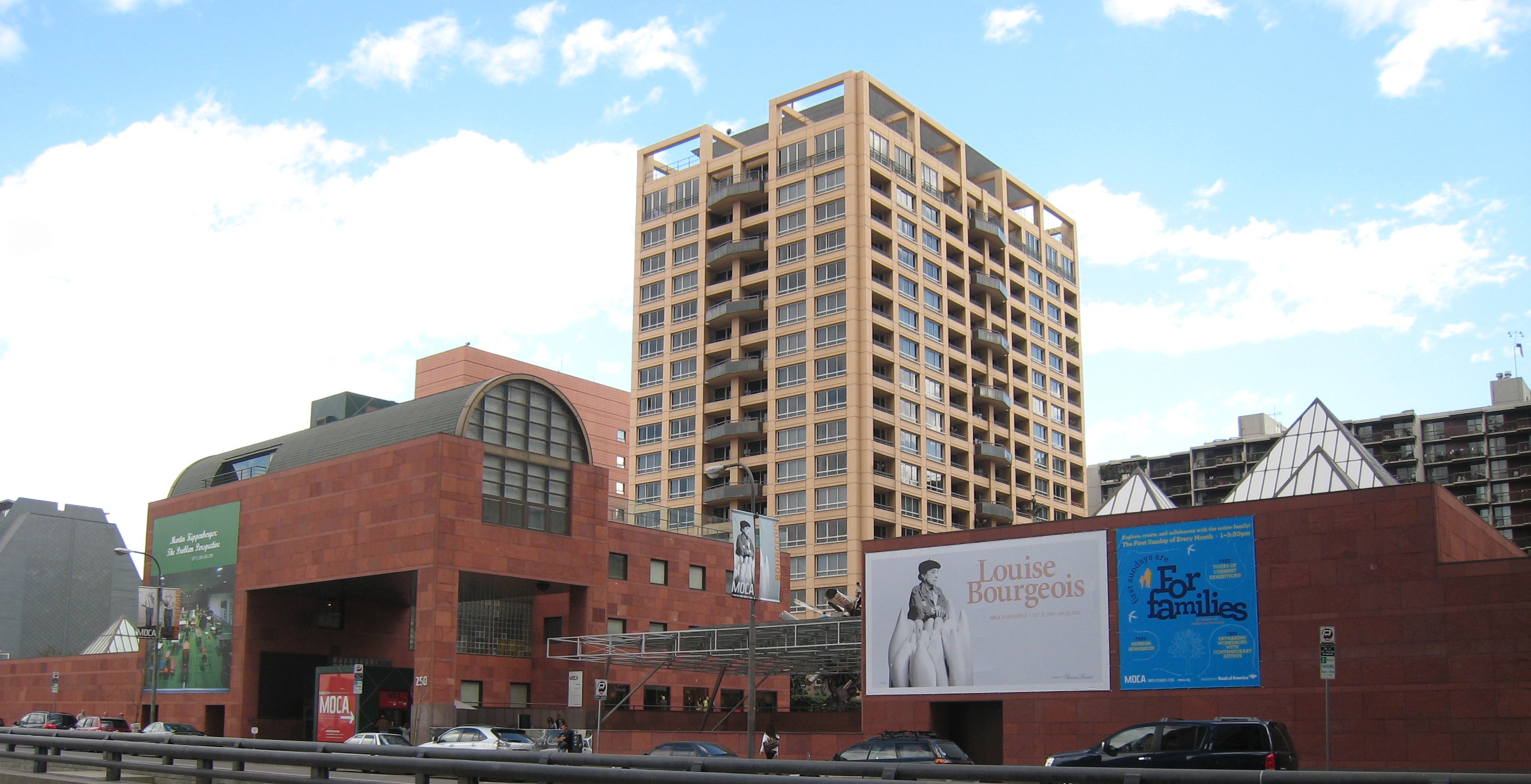
MOCA Grand Avenue

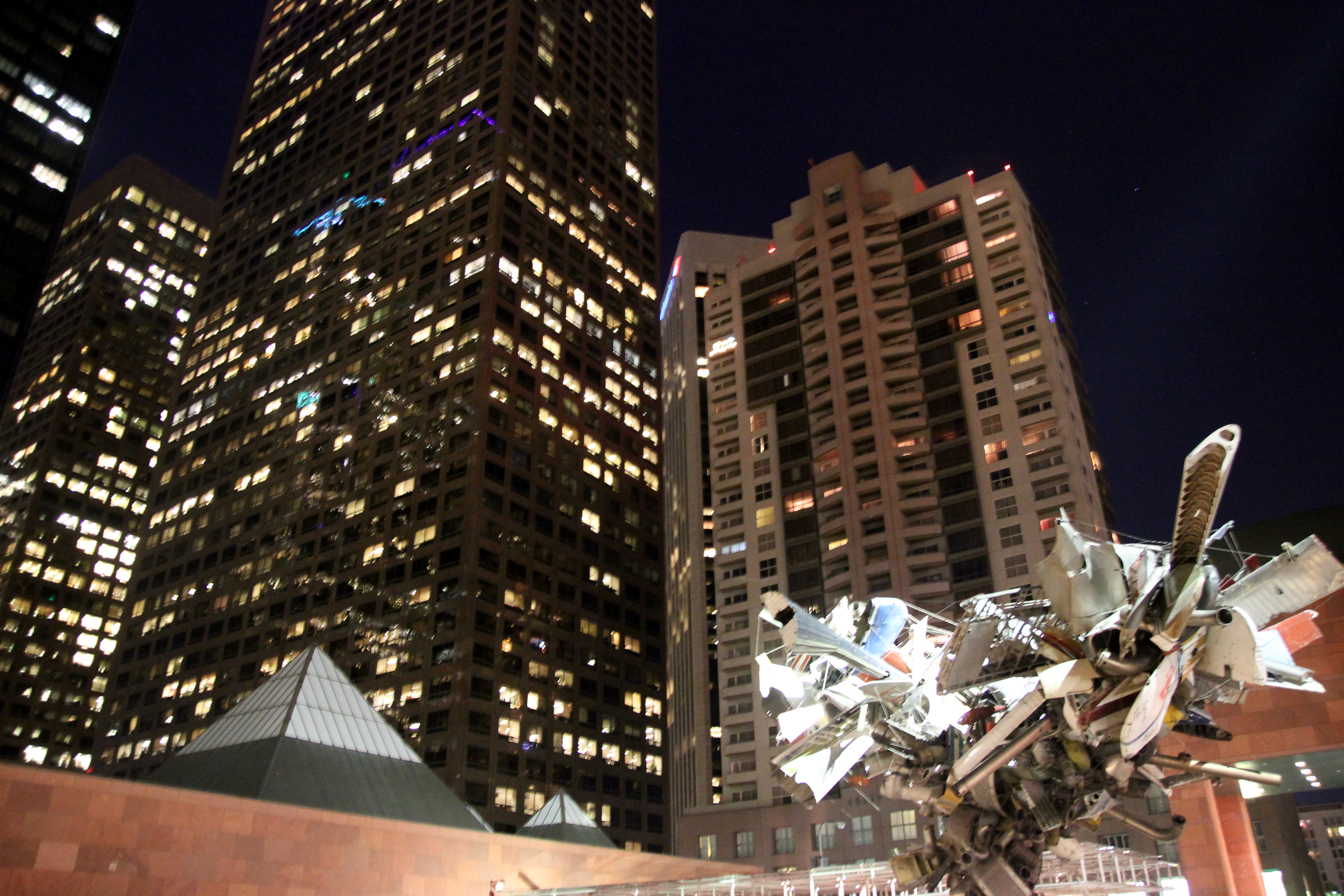
MOCA Grand Avenue och Mark Thompsons skulptur Airplane Parts

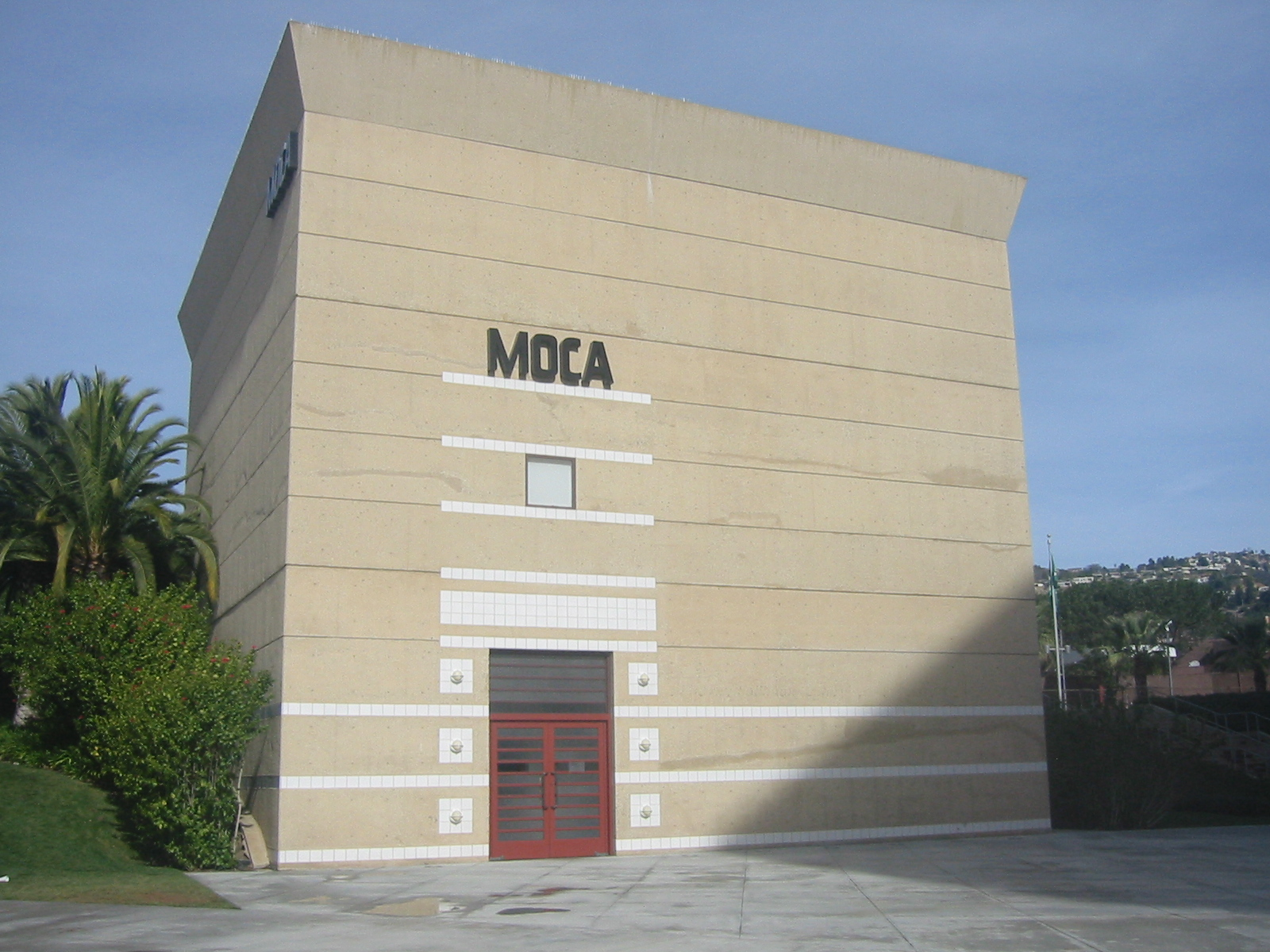
Pacific Design Center

Museum of Contemporary Art, Los Angeles (MOCA) är ett amerikanskt museum för samtida konst, som har utställningslokaler på tre platser i Los Angeles-området i Kalifornien.
Museum of Contemporary Art i Los Angeles invigdes 1983. Huvudbyggnaderna ligger vid Grand Avenue i Los Angeles centrala distrikt. En andra museibyggnad, Geffen Contemportary, ligger på museets ursprungliga plats i Little Tokyo-distriktet och en tredje, Pacific Design Center, ligger i West Hollywood. 
Museum of Contemporary Art ställer huvudsakligen ut nordamerikansk och europeisk konst från tiden efter 1940. Det har en samling på uppemot 6 000 verk. 

## MOCA Grand Avenue
Byggnaden är ritad av Arata Isozaki och blev klar 1986. Den används för utställningar med verk ur den permanenta samlingen samt för tillfälliga utställningar.

## Geffen Contemporary
Hösten 1983 öppnade museet temporära utställningslokaler i Union Hardwares byggnad, som uppförts 1947. En ombyggnad hade skett under ledning av Frank Gehry med exteriören så gott som helt orörd.

## The Pacific Design Center
Museum of Contemporary Art öppnade 2000 en 280 kvadratmeter stor utställningslokal i Pacific Design Center i West Hollywood för att visa verk av yngre och av etablerade konstnärer.